# Плотина Гувера
Плоти́на Гу́вера, дамба Гувера (англ. Hoover Dam, также известна как Boulder Dam) — уникальное гидротехническое сооружение в США, бетонная арочно-гравитационная плотина высотой 221 м и гидроэлектростанция, сооружённая в нижнем течении реки Колорадо. Расположена в Чёрном каньоне, на границе штатов Аризона и Невада, в 48 км к юго-востоку от Лас-Вегаса, в нескольких километрах от городка Боулдер-Сити; образует озеро (водохранилище) Мид. Названа в честь Герберта Гувера, 31-го президента США, сыгравшего важную роль в её строительстве. Строительство плотины началось в 1931 году и закончилось в 1936 году, на два года раньше запланированного срока.
Плотина находится под управлением Бюро мелиорации США, подразделения Министерства внутренних дел США. В 1981 году плотина была включена в Национальный реестр исторических мест США. Плотина Гувера является одной из известнейших достопримечательностей в окрестностях Лас-Вегаса.

## Предыстория строительства
До возведения плотины река Колорадо нередко показывала свой бурный нрав, зачастую во время таяния снегов в Скалистых горах затопляя фермерские угодья, лежащие ниже по течению. Проектировщики плотины рассчитывали, что её возведение поможет сгладить колебания уровня реки. Помимо этого, ожидалось, что водохранилище даст толчок развитию орошаемого земледелия, а также станет источником водоснабжения Лос-Анджелеса и других районов Южной Калифорнии.
В то же время одним из препятствий для осуществления проекта стали сомнения штатов, лежащих в бассейне реки Колорадо, в справедливом распределении водных ресурсов между потребителями. Существовали опасения, что Калифорния, с её влиянием, финансовыми ресурсами и недостатком воды предъявит права на большую часть водных ресурсов водохранилища.

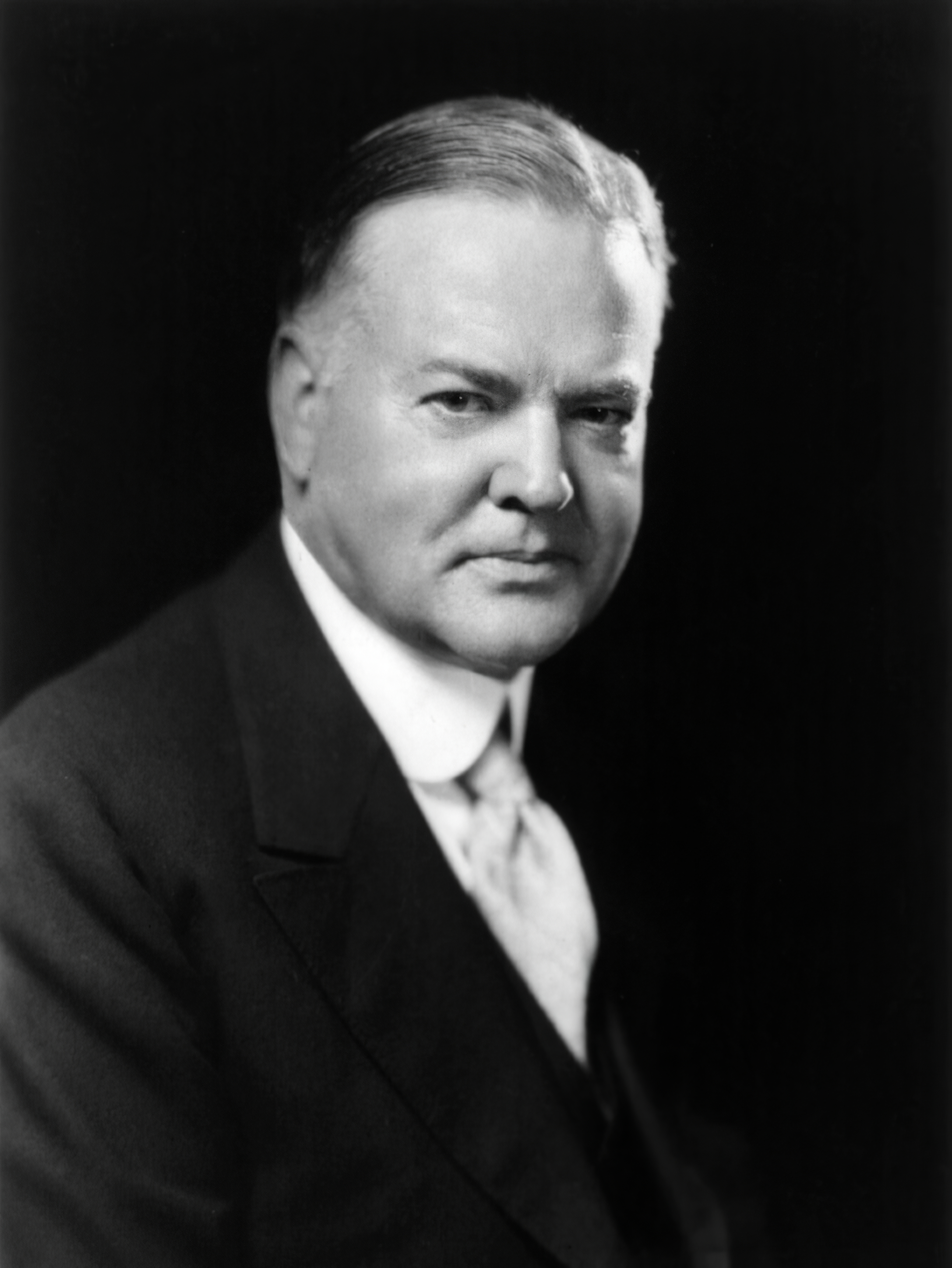
Герберт Гувер

В итоге в 1922 году была создана комиссия, включавшая по одному представителю от каждого из заинтересованных штатов и одного — от федерального правительства (им стал Герберт Гувер, в то время министр торговли в правительстве президента Уоррена Гардинга). Результатом деятельности этой комиссии стала подписанная 24 ноября 1922 года Конвенция реки Колорадо, в которой были закреплены методики раздела водных ресурсов. Подписание этого документа, получившего название «Компромисс Гувера», открыло путь к осуществлению строительства плотины.
Постройка такого масштабного гидротехнического сооружения требовала привлечения значительных средств из государственного бюджета. Законопроект о выделении финансирования не сразу получил одобрение Сената США и Белого дома. Лишь 21 декабря 1928 года президент Калвин Кулидж подписал билль, одобряющий осуществление проекта. Первоначальные ассигнования же на постройку плотины были выделены только в июле 1930 года, когда президентом был уже Герберт Гувер.
Первоначальный план предусматривал возведение плотины в каньоне Боулдер (англ. Boulder Canyon). Поэтому, несмотря на то, что окончательно было решено строить плотину в Чёрном каньоне, проект получил название Boulder Canyon Project.

## Строительство
Подряд на строительство плотины был получен консорциумом Six Companies, Inc., совместным предприятием компаний Morrison-Knudsen Company (Бойсе, штат Айдахо); Utah Construction Company (Огден, штат Юта); Pacific Bridge Company (Портленд, штат Орегон); Henry J. Kaiser & W. A. Bechtel Company (Окленд, штат Калифорния); MacDonald & Kahn Ltd. (Лос-Анджелес) и J. F. Shea Company (Портленд, штат Орегон).
В строительстве участвовали многие тысячи рабочих (максимальное количество — 5251 человек — в июле 1934 года). Согласно условиям контракта на строительство, не допускался наём на работу выходцев из Китая, а количество чернокожих работников в ходе строительства не превышало тридцати человек, занятых на самых низкооплачиваемых работах. Планировалось, что для строителей рядом с плотиной будет возведён целый городок — Боулдер-Сити, однако график строительства был скорректирован в пользу ускорения и увеличения количества рабочих мест (это было сделано для снижения массовой безработицы, ставшей результатом Великой депрессии). В связи с этим в момент появления первых рабочих город был ещё не готов, и первое лето строители дамбы провели во временных лагерях. Задержка со сдачей жилья и опасные условия работы повлекли за собой забастовку, состоявшуюся 8 августа 1931 года. Выступление рабочих было разогнано оружием и дубинками, но темпы строительства Боулдер-Сити были увеличены, и к весне 1932 года рабочие переселились в постоянные жилища. В Боулдер-Сити на время строительства были запрещены проституция, азартные игры и продажа спиртных напитков. Запрет на продажу спиртного в городе сохранялся до 1969 года, а запрет на игорный бизнес остаётся до сих пор. В остальных городах штата Невада игорный бизнес разрешен, полная декриминализация произошла в 1931 году (Assembly Bill 98) как раз для увеличения доходов штата для строительства плотины.
Строительство плотины велось в тяжёлых условиях. Часть работ проводилась в тоннелях, где рабочие страдали от избытка угарного газа (некоторые работники стали инвалидами или даже погибли вследствие этого). Работодатель же объявил, что данные заболевания — последствия обычной пневмонии, и он не несёт ответственность за это. В то же время строительство плотины Гувера стало первой стройкой, строителями которой использовались защитные каски.
Всего за время строительства погибло 96 человек. Первым человеком, погибшим на строительстве дамбы, был топограф Дж. Тирни, утонувший в водах Колорадо в декабре 1922 года в процессе выбора наилучшего места для стройки.

### Предварительные работы
Строительство плотины было намечено в узком каньоне на границе между Невадой и Аризоной. Для отвода воды реки Колорадо в сторону от места строительства были пробурены четыре тоннеля диаметром 17,1 м в каменных стенах Чёрного каньона. Общая длина тоннелей составила 4,9 км. Строительство тоннелей началось в мае 1931. Обделка тоннелей была выполнена из бетона толщиной 0,9 м, в итоге полезный диаметр водоводов составил 15,2 м. После окончания строительства тоннели частично были перекрыты бетонными «пробками», а частично применяются для подачи воды к турбинам и сброса излишков воды. Тот факт, что водосброс осуществляется не через тело плотины (как на построенной позднее по тому же принципу, что и дамба Гувера, Саяно-Шушенской ГЭС), а посредством тоннелей, расположенных в окружающих скалах, придаёт стабильность плотине.
Для изоляции места строительства и предотвращения возможного затопления водами реки было сооружено две дамбы-кессона. Возведение верхней дамбы было начато в сентябре 1932 года несмотря на то, что отводящие тоннели на тот момент не были достроены.
С целью обеспечения безопасности работ перед началом сооружения плотины были проведены мероприятия по очистке стен каньона от свободно лежащих камней и скал: они подрывались динамитом и сбрасывались вниз.

### Возведение бетонной плотины
Первый бетон был уложен в основание плотины 6 июня 1933 года. Для производства бетона были вскрыты местные месторождения нерудных материалов, выстроены специальные бетонные заводы.
Так как работы подобного масштаба ранее никогда не производились, ряд технических решений, применённых в процессе строительства, носил уникальный характер. Одной из проблем, с которой довелось столкнуться инженерам, стало охлаждение бетона. Вместо сплошного монолита плотина строилась как серия взаимно связанных колонн в форме трапеций — это позволяло рассеяться излишнему теплу, выделявшемуся при застывании бетонной смеси. Инженеры подсчитали, что если бы плотина была сооружена как монолит, для полного охлаждения бетона до окружающей температуры понадобилось бы 125 лет. Это могло бы привести к появлению трещин и разрушению дамбы. Помимо этого, для ускорения процесса охлаждения слоёв бетона каждая форма, в которую осуществлялась заливка, содержала охлаждающую систему из дюймовых металлических труб, в которые поступала речная вода.
Всего в бетон, потребовавшийся для сооружения тела плотины, замесили 600 тыс. тонн портландцемента и 3,44 млн м³ заполнителя. Плотина Гувера на момент завершения её строительства стала самым массивным искусственным сооружением на земле, превышающим массу кладки Пирамид Гизы — израсходованного бетона хватило бы для постройки 20-сантиметровой по толщине бетонной дороги шириной 5 метров от Сан-Франциско до Нью-Йорка, то есть пересекающей все США от Тихого до Атлантического океана.

### Электростанция

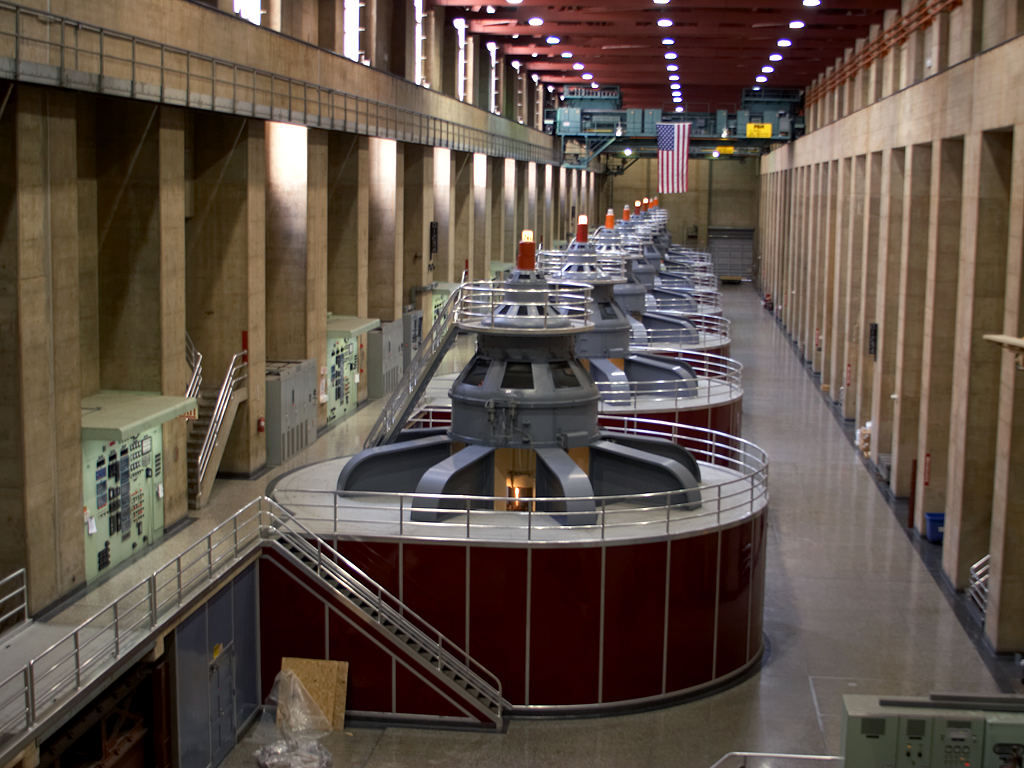
Машинный зал гидроэлектростанции

Разработка котлована для сооружений гидроэлектростанции была проведена одновременно с рытьём котлована для основания плотины. Земляные работы для U-образного сооружения, лежащего у подножия плотины, были закончены в конце 1933 года, а первый бетон в здание электростанции залит в ноябре этого года.
Первое электричество было выработано генераторами станции 26 октября 1936 года. 12 сентября 1939 года, после пуска девятого гидроагрегата, электростанция достигла мощности 705 МВт — и стала, таким образом, самой мощной ГЭС в мире. К 1961 году в ходе модернизации станции были пущены дополнительные генераторы, и мощность электростанции достигла 1345 МВт. На сегодняшний день электричество на станции вырабатывают 17 генераторов максимальной мощностью 2080 МВт.
Электростанция играет важнейшую роль в поддержании баланса энергопотребления на Западе США. Корректировка нагрузки на генераторы зависит от энергопотребления, регулируемого распределительной станцией в Финиксе (Аризона, в 500 км от плотины Гувера) и осуществляется каждые две секунды. До 1991 года использовалась система с ручным управлением, впоследствии была проведена компьютеризация системы.

### Архитектурное решение

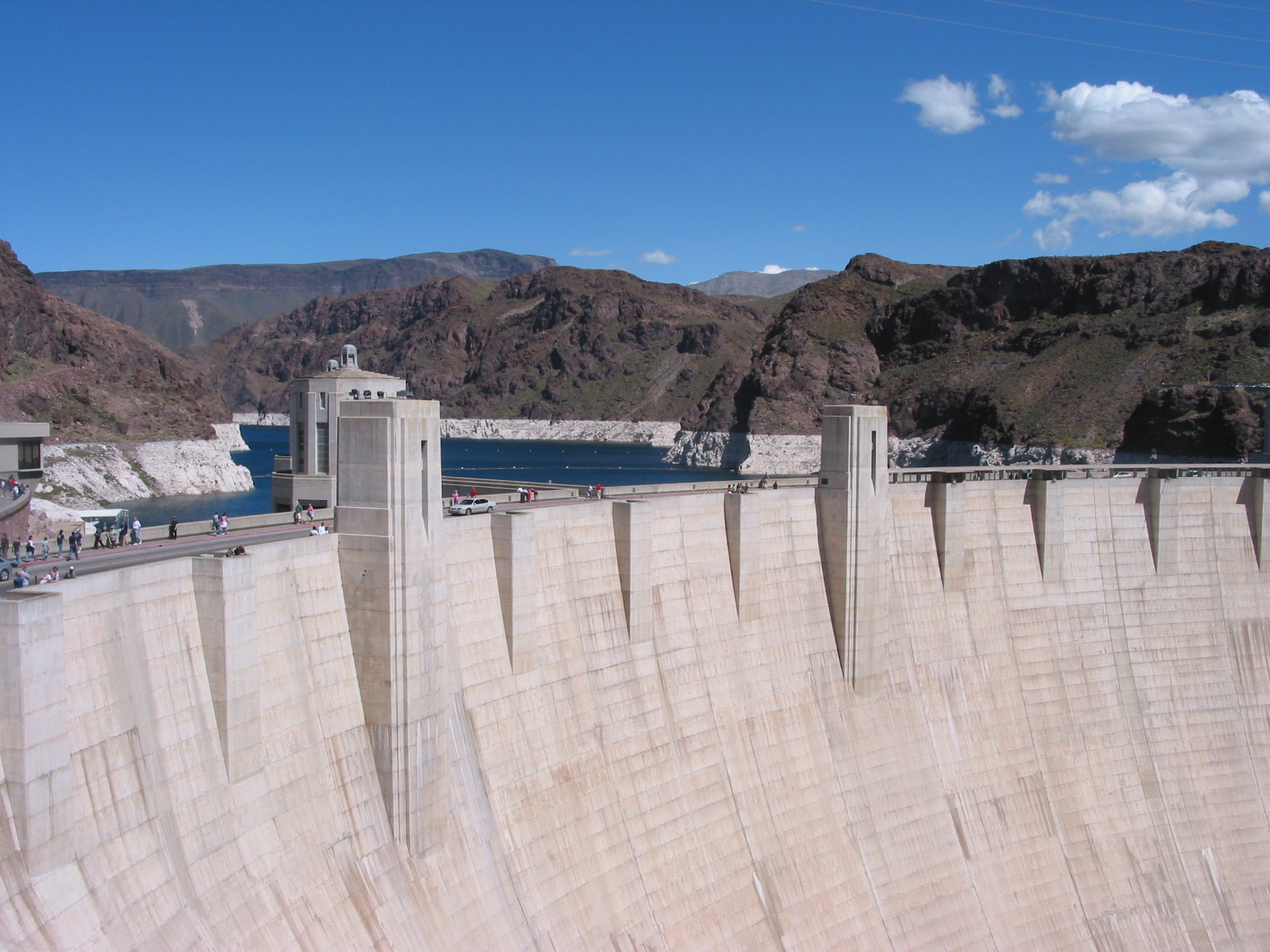
Вид на плотину

Первоначальный проект предусматривал достаточно простое архитектурное решение дамбы и здания гидроэлектростанции. Предполагалось, что внешняя сторона дамбы будет представлять собой обычную стену, сверху обрамлённую балюстрадой, выполненной в неоготическом стиле. Здание же электростанции и вовсе не сильно должно было отличаться от обычного фабричного цеха.
Предложенный проект критиковался многими современниками за свою простоту, не соответствовавшую, по их мнению, эпохальному характеру сооружения. В итоге для переделки проекта был приглашён лос-анджелесский архитектор Гордон Кауфманн. Кауфману удалось переработать проект, выполнив экстерьер сооружений в традициях стиля ар-деко. Верхняя часть плотины украшена башенками, «вырастающими» из самой дамбы. На водосбросных башнях размещены часы, одни из них показывают Горное время (Аризона), а другие — Североамериканское тихоокеанское время (Невада).

## Название плотины
Плотина первоначально должна была строиться в каньоне Боулдер, поэтому, несмотря на то, что по факту стройка началась в Чёрном каньоне, первоначально в официальных документах наименовалась «плотина Боулдер». Но уже на официальной церемонии открытия строительства секретарь Министерства внутренних дел США Рэй Вилбур объявил, что плотина получит название Гувера в честь действующего президента США. Этим заявлением Вилбур продолжил сложившуюся традицию присвоения крупнейшим плотинам США имён президентов, находящихся у власти в период их возведения (как, например, плотина Вильсона или плотина Кулиджа). Конгресс США 14 февраля 1931 года утвердил официальное название «плотина Гувера».
В 1932 году Гувер проиграл выборы кандидату от Демократической партии Франклину Делано Рузвельту. Сразу после вступления в должность нового президента администрация США инициировала переименование дамбы в «плотину Боулдер». Официального решения по этому поводу принято не было, однако изо всех официальных документов, туристических путеводителей того времени имя Гувера исчезло.
В 1947 году, через два года после смерти Рузвельта, калифорнийский конгрессмен Джек Андерсон представил проект решения о возвращении плотине имени Гувера. 30 апреля соответствующий законопроект, одобренный Сенатом, был подписан президентом; с тех пор плотина носит своё современное имя.

## Транспортное значение

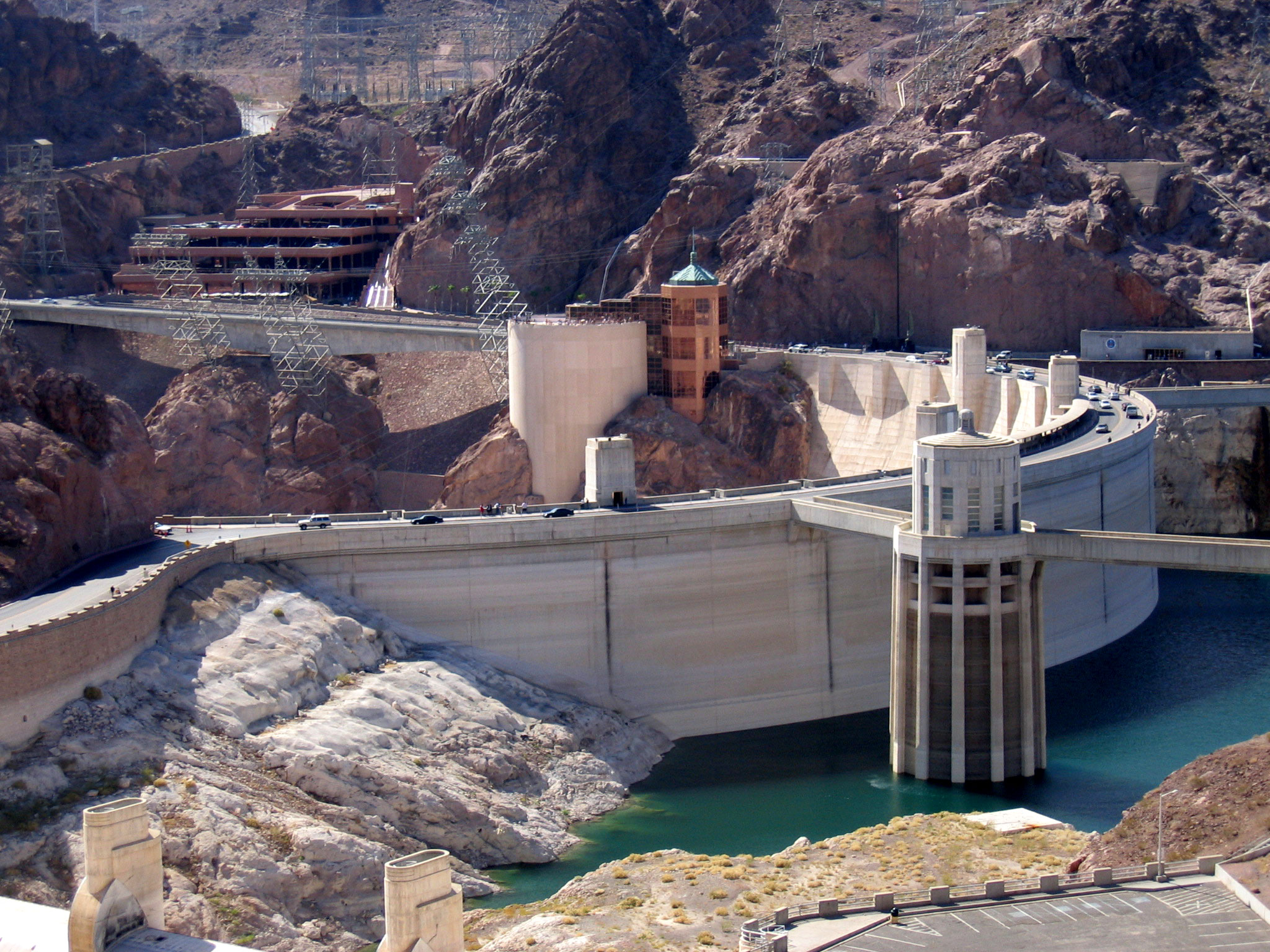
Вид на плотину; видны башни водоспуска и наклонные опоры ЛЭП

До 2010 года по плотине проходило шоссе 93 (Route 93), лежащее в меридиональном направлении и связывающее штат Аризона с мексиканской границей. Часть шоссе, прилегающая к плотине, не соответствовала магистрали и объёму пропускаемого транспорта. Дорога имеет всего по одной полосе в каждом направлении; её серпантин, спускающийся к плотине, включает несколько крутых и узких поворотов, а также мест с плохим обзором; дорога подвержена оползням.
После террористической атаки 11 сентября 2001 года движение автотранспорта через плотину было ограничено. Некоторые типы машин подвергались перед проездом обязательному досмотру с целью исключения провоза взрывчатки, другие осматривались периодически. Для автопоездов проезд был запрещён — они направлялись в объезд через мост в городе Лафлин, штат Невада. Именно принятие таких строгих мер безопасности подтолкнуло к ускорению реализации проекта строительства моста через Чёрный каньон в обход дамбы Гувера со значительным смещением в плане от неё (вниз по течению реки, на полкилометра южнее дамбы).

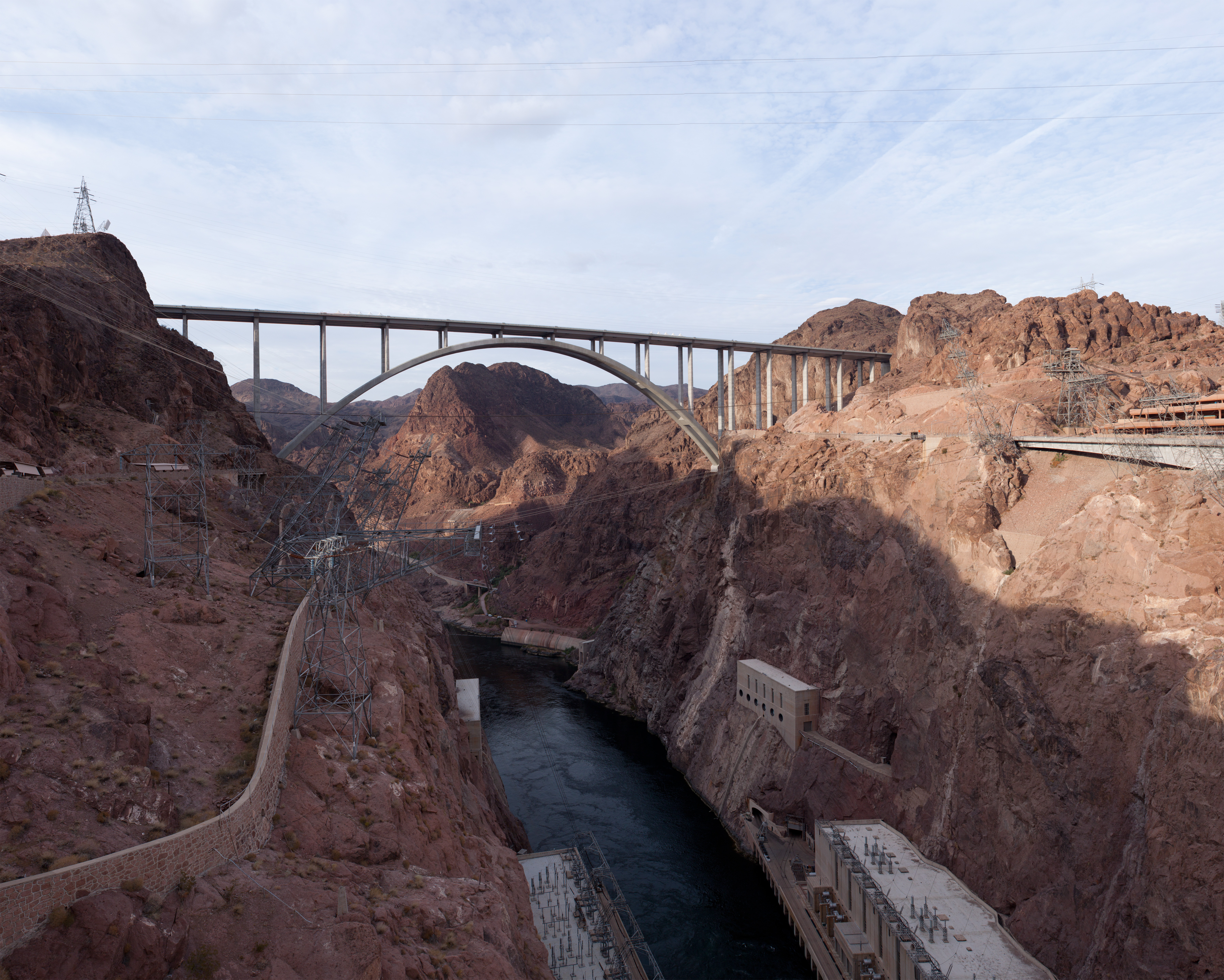
Мемориальный мост Майка О’Каллагана — Пэта Тиллмана

19 октября 2010 года рядом с плотиной Гувера был открыт Мемориальный мост Майка О’Каллагана — Пэта Тиллмана, который существенно увеличил пропускную способность шоссе 93. Предположительная нагрузка моста — 17 тысяч грузовых и легковых автомобилей в день (движение по мосту осуществляется по двум полосам в каждом направлении). Длина моста — 579 м, длина центрального пролёта — 320 м, высота над уровнем реки Колорадо — 271 м. Мост представляет собой две параллельные железобетонные арки, изогнутые вверх и упирающиеся в берега, на которые опираются вертикальные пилоны, используемые для поддержки верхних пролётных строений проезжей части моста, расположенных горизонтально. При этом с запада и с востока от перекинутой через Чёрный каньон арки также располагаются два ряда вертикальных пилонов (колонн), установленных на склонах каньона, на которые также смонтированы горизонтальные пролётные строения мостового перехода. Строительство моста обошлось в $240 млн.

## Электроснабжение
Подстанция ГЭС расположена на дне каньона; в связи с этим линии электропередачи, отходящие от станции, пришлось в ряде случаев возводить с использованием наклонных опор.
В соответствии с данными United States Bureau of Reclamation, электроэнергия, вырабатываемая станцией, распределяется в следующем соотношении:
| Регион                        | Доля, % |
| ----------------------------- | ------- |
| штат Аризона                  | 18,95   |
| штат Невада                   | 25,14   |
| Лос-Анджелес                  | 15,42   |
| прочие потребители Калифорнии | 40,49   |

## Статистика
- Стоимость строительства — $49 млн ($729 млн в масштабе цен на начало 2012 года).
- Высота плотины — 221,4 м (вторая по высоте в США).
- Длина плотины — 379,2 м.
- Ширина плотины — 200 м у основания, 15 м в верхней части.
- На строительство плотины было израсходовано 3,33 млн м³ бетона.
- Максимальная электрическая мощность электростанции — 2078,8 МВт.
- Автомобильным транспортом через плотину (до постройки моста) ежедневно перевозилось от 13 до 16 тыс. человек (по данным Federal Highway Administration).

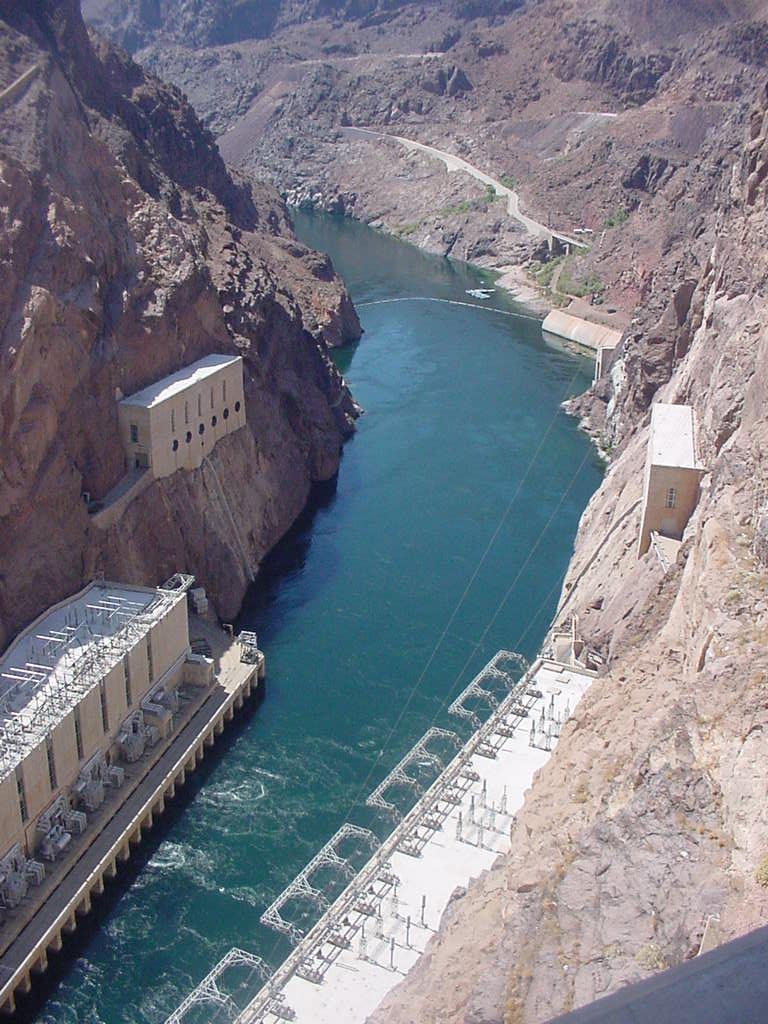
Вид с плотины вниз, на сооружения электростанции

- Площадь водохранилища — 639 км², объём воды — 35,2 км³[20].

## Влияние на окружающую среду
Строительство плотины Гувера и формирование водохранилища Мид оказало значительное влияние на водный режим реки Колорадо, и особенно на экосистему её дельты. За шесть лет строительства плотины и заполнения водохранилища вода практически не достигала дельты. Эстуарий дельты, до постройки дамбы представлявший собой зону смешивания солёной и пресной воды, достигавшую в длину 64 км, фактически превратился в солёный лиман.
Постройка плотины Гувера прекратила наводнения, которые были нередки в нижнем течении Колорадо, это поставило под угрозу ряд видов животных и растений, приспособившихся к регулярному затоплению. Строительство плотины заметно сократило популяцию рыб ниже по течению. В настоящее время четыре вида типичных для Колорадо рыб (Gila elegans, Ptychocheilus lucius, Gila cypha и Xyrauchen texanus) имеют статус находящихся под угрозой.
По сей день на местности вокруг водохранилища Мид виден след верхнего уровня воды, достигнутого в 1983 году. Причиной столь существенного повышения уровня стало необычно высокое количество осадков, выпавшее в западной части США как результат действия эффекта Эль-Ниньо.

## Изображения

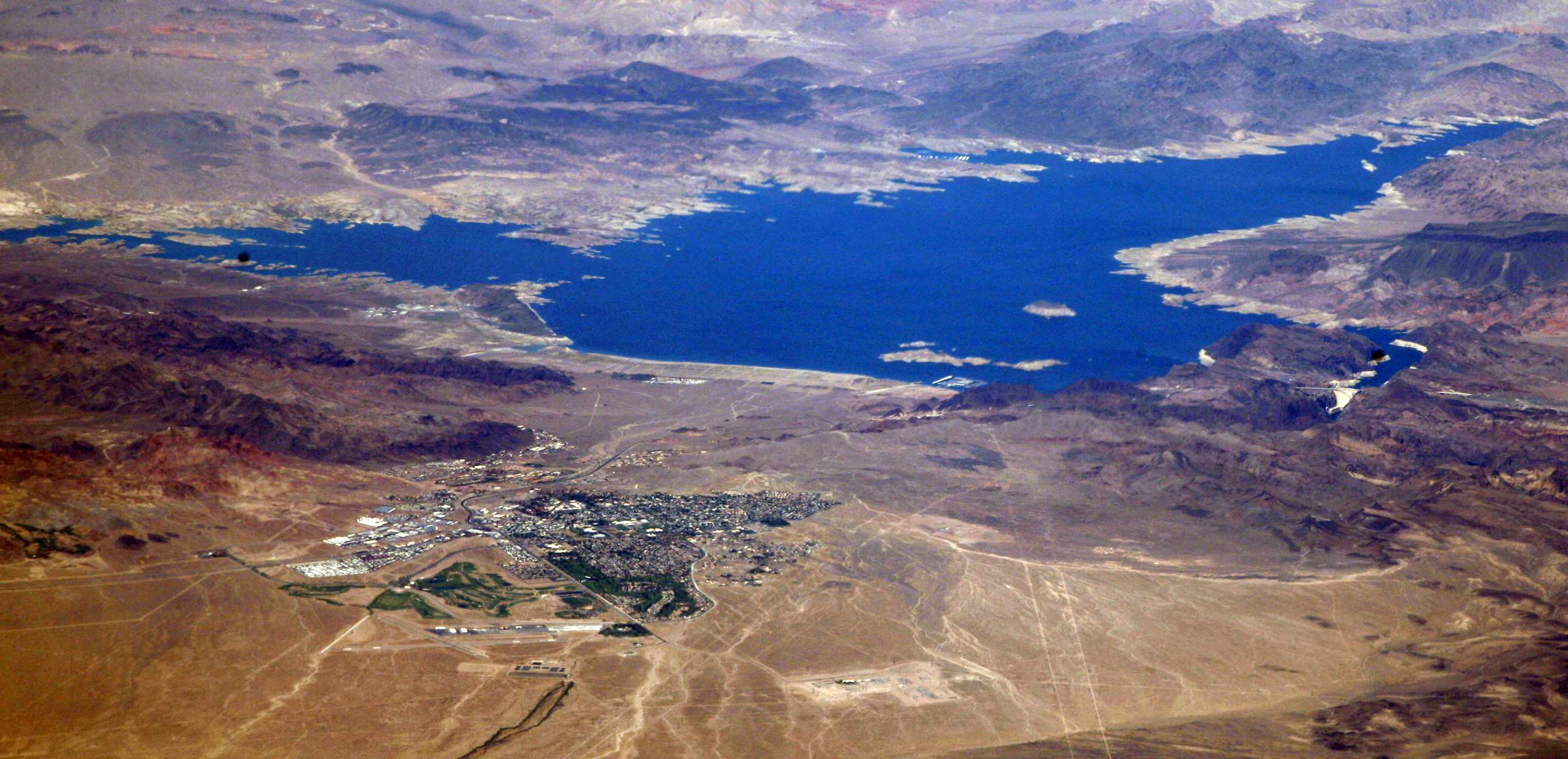
город Боулдер-сити  и водохранилище (озеро) Мид
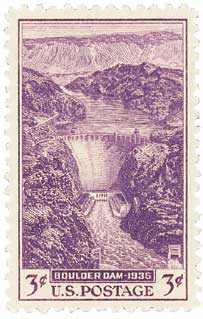
Американская почтовая марка 1935 года
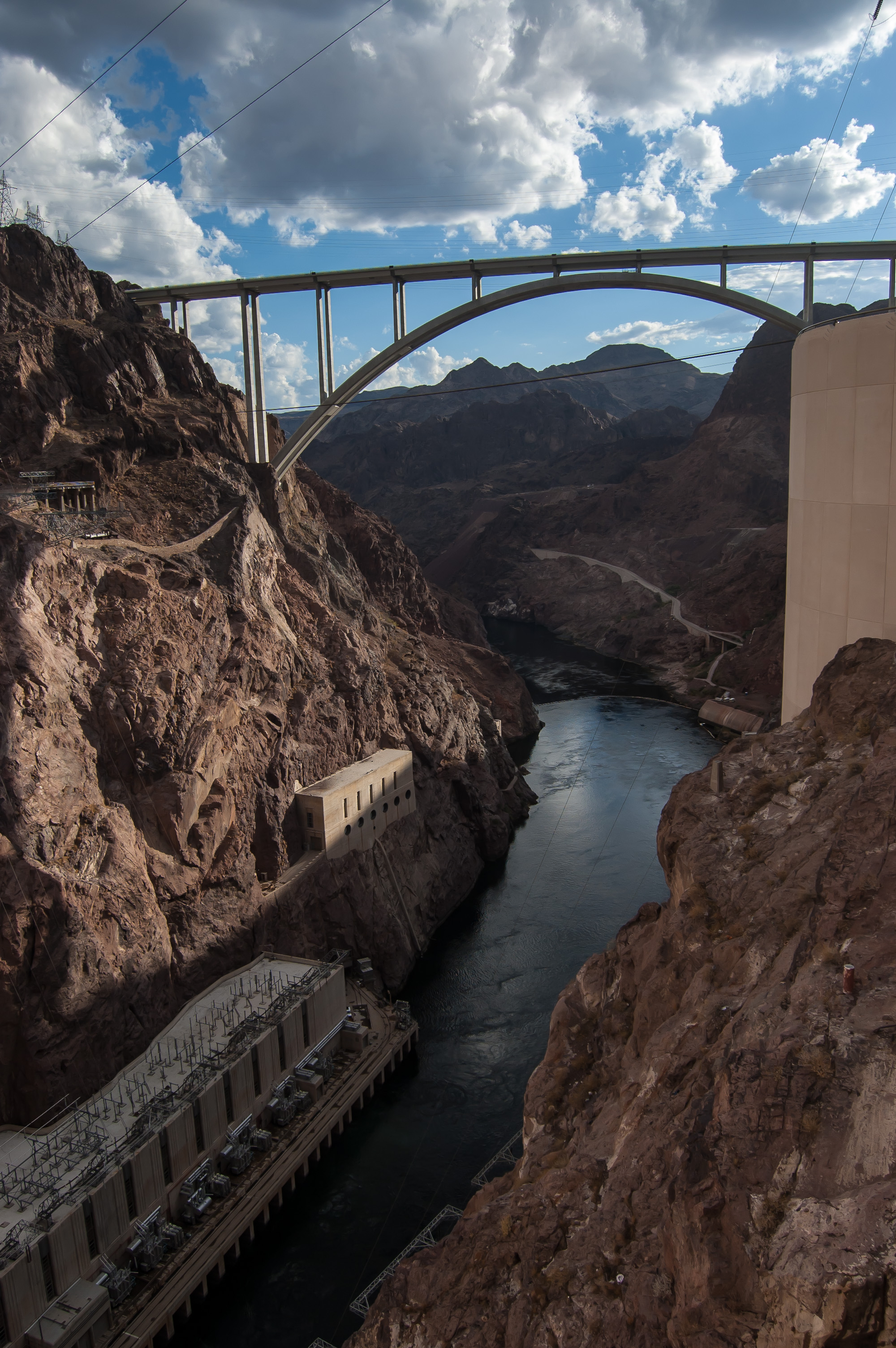
Вид с плотины Гувера на нижний бьеф реки Колорадо
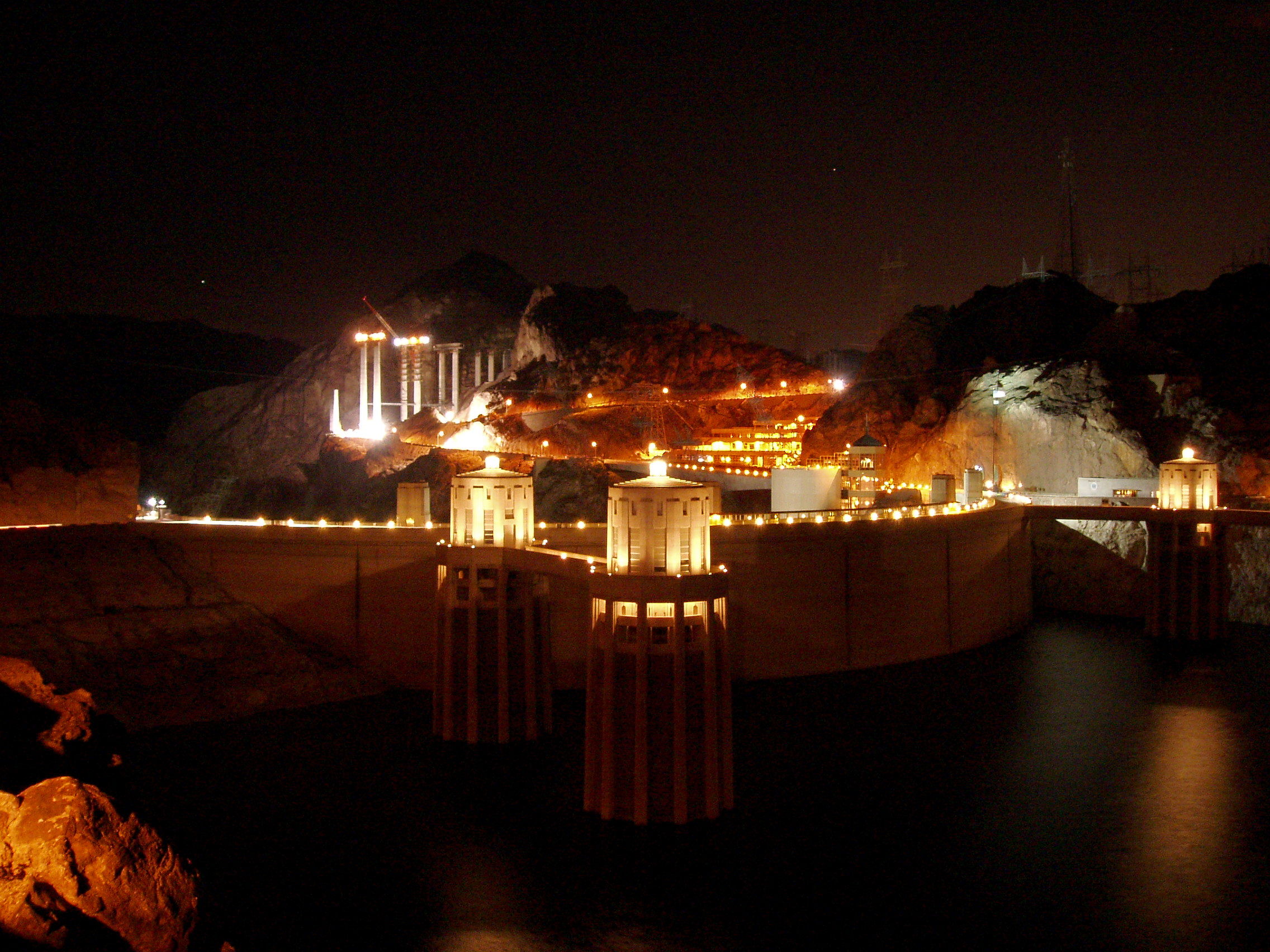
Плотина Гувера ночью